# Episodi di Squadra fluviale Elbe
La prima stagione della serie televisiva Squadra fluviale Elbe è stata trasmessa tra il 14 febbraio e il 4 aprile 2023 sul canale tedesco Das Erste.
In Italia la stagione è stata trasmessa in prima visione assoluta su Rai 2 dal 27 maggio al 7 giugno 2024.
| N° | Titolo originale          | Titolo in italiano        | Prima TV Germania | Prima TV Italia |
| -- | ------------------------- | ------------------------- | ----------------- | --------------- |
| 1  | Vatertag                  | La festa del papà         | 14 febbraio 2023  | 27 maggio 2024  |
| 2  | Gegen den Strom           | Controcorrente            | 21 febbraio 2023  | 28 maggio 2024  |
| 3  | Von Lachsen und Leichen   | Dei salmoni e un cadavere | 28 febbraio 2023  | 29 maggio 2024  |
| 4  | Die geheimnisvolle Insel  | L'isola misteriosa        | 7 marzo 2023      | 30 maggio 2024  |
| 5  | Ewiges Leben              | Vita eterna               | 14 marzo 2023     | 31 maggio 2024  |
| 6  | White Lightning           | Lo scambio                | 21 marzo 2023     | 3 giugno 2024   |
| 7  | Aus dem Ruder             | Fuori controllo           | 28 marzo 2023     | 5 giugno 2024   |
| 8  | Der Feind auf meinem Boot | Doppio gioco              | 4 aprile 2023     | 7 giugno 2024   |

## La festa del papà
- Titolo originale:
- Diretto da:
- Scritto da:

## Controcorrente
- Titolo originale:
- Diretto da:
- Scritto da:

## Dei salmoni e un cadavere
- Titolo originale:
- Diretto da:
- Scritto da:

## L'isola misteriosa
- Titolo originale:
- Diretto da:
- Scritto da:

## Vita eterna
- Titolo originale:
- Diretto da:
- Scritto da:

## Lo scambio
- Titolo originale:
- Diretto da:
- Scritto da:

## Fuori controllo
- Titolo originale:
- Diretto da:
- Scritto da:

## Doppio gioco
- Titolo originale:
- Diretto da:
- Scritto da: